# Matillas
Matillas település Spanyolországban, Guadalajara tartományban. Matillas Argecilla, Bujalaro, Cendejas de la Torre, Villaseca de Henares és Castejón de Henares községekkel határos. Lakosainak száma 115 fő (2024).

## Népesség
A település népessége az utóbbi években az alábbiak szerint változott:
| Lakosok száma | 191  | 171  | 171  | 164  | 168  | 124  | 134  | 105  | 97   | 115  |
|               | 2001 | 2004 | 2006 | 2009 | 2011 | 2014 | 2016 | 2019 | 2021 | 2024 |